# Deutsche AIDS-Stiftung
Die Deutsche AIDS-Stiftung ist eine Stiftung bürgerlichen Rechts, die aus der Fusion der Deutschen AIDS-Stiftung „Positiv leben“ mit der Nationalen AIDS-Stiftung hervorging. Diese wurden 1987 von dem Hamburger Pastor Rainer Ehlers sowie vom Verband der Privaten Krankenversicherung e. V., dem Deutschen Roten Kreuz und der Daimler AG, damals Daimler-Benz AG, gegründet. Sitz der Stiftung ist Bonn.

## Stiftungszweck
Die Stiftung hilft HIV-positiven und an AIDS erkrankten Menschen in materiellen Notlagen. Darüber hinaus fördert sie die Projektarbeit lokaler AIDS-Hilfsorganisationen. Seit 2000 unterstützt die Stiftung auch ausgewählte internationale Projekte. Zugleich ist sie permanent bemüht, das Thema HIV/AIDS in die Öffentlichkeit zu bringen, zu informieren, aufzuklären und so den Betroffenen zu mehr Akzeptanz in der Gesellschaft zu verhelfen.

## Unterstützer
Die Stiftung hat bedeutende Zustifter, darunter den Verband der Privaten Krankenversicherung, die Bundesländer, das Bundesgesundheitsministerium, die Deutsche Bischofskonferenz, die Evangelische Kirche im Rheinland und andere.
In den Gremien und Projekten engagieren sich Persönlichkeiten wie Jens Brandenburg, Hape Kerkeling, Gabriele Prinzessin zu Leiningen, Jeane Freifrau von Oppenheim (Witwe des Bankiers Alfred Freiherr von Oppenheim), Jens Spahn, Jessica Stockmann, Rita Süssmuth oder Christoph Uleer für die Belange von Menschen mit HIV/AIDS. Der im März 2016 verstorbene ehemalige Bundesaußenminister Guido Westerwelle unterstützte die Stiftung länger als 15 Jahre. Auch Hannelore Elsner war der Organisation bis zu ihrem Tode verbunden und engagierte sich mehr als zwei Jahrzehnte. Seit August 2018 besteht der Vorstand der Stiftung aus der Geschäftsführenden Vorstandsvorsitzenden Kristel Degener und dem ehrenamtlichen Vorstandsmitglied Florian Reuther. Rita Süssmuth ist Ehrenvorsitzende. Im Oktober 2018 wurde der HIV-Forscher Hendrik Streeck ins Kuratorium der Stiftung aufgenommen, seit Juli 2019 ist er Vorsitzender des Gremiums.
Hervorzuheben ist die seit 1994 jährlich in der Deutschen Oper Berlin zugunsten der Deutschen AIDS-Stiftung ausgerichtete Operngala, die bis 2006 zunächst von Loriot und seit 2007 von Max Raabe moderiert wird.

## Aktivitäten
Seit Bestehen der Deutschen AIDS-Stiftung wurden bis zum Jahr 2017 über 45 Millionen Euro an Betroffene und Projekte zugewendet und über 86.000 Menschen in Not geholfen. Sie ist damit die größte AIDS-Hilfsorganisation in Deutschland, die zudem ohne laufende staatliche Unterstützung privat finanziert wird. Der Schwerpunkt ihrer internationalen Projektförderung liegt im besonders stark von HIV und AIDS betroffenen südlichen Afrika, vor allem in Südafrika, Kenia und Mosambik.
Neben ihrer unmittelbaren Unterstützung engagiert sich die Stiftung mittelbar in Form von Öffentlichkeitsarbeit. Vor allem Benefiz-Projekte wie die Festlichen Operngalas in Berlin, Düsseldorf und Bonn oder die Benefiz-Kunstauktion in der Kunst- und Ausstellungshalle der Bundesrepublik Deutschland und der alle zwei Jahre verliehene Medienpreis der Deutschen AIDS-Stiftung sollen dafür sorgen, das Thema AIDS ins öffentliche Bewusstsein zu rücken. Außerdem setzt sich die Stiftung als deutscher Kooperationspartner der International AIDS Vaccine Initiative (IAVI) für die Entwicklung eines HIV-Impfstoffes ein. Für den verantwortungsbewussten Umgang mit Spendengeldern wurde der Stiftung das DZI-Spendensiegel verliehen.

### Auszeichnung
Die Stiftung vergibt den „World Without AIDS Award“ für herausragendes Engagement im Kampf gegen HIV/AIDS.
2018
- Monica Geingos, First Lady von Namibia
- Sir Bob Geldof, irischer Rockmusiker

2017
- Mabel Wisse Smit, Prinzessin von Oranien-Nassau
- Michel Sidibé, UNAIDS-Direktor

2016
- Bill und Melinda Gates, US-amerikanische Unternehmern

2015
- Stefan Hippler, deutscher Pfarrer
- Rita Süssmuth, ehemalige deutsche Politikerin